# Asian Man Records
Asian Man Records es una discográfica independiente de California fundada en 1996 por Mike Park. El sello se especializa, principalmente en música punk rock y ska. El logo de Asian Man Records simboliza la bandera surcoreana. Las letras coreanas del logo son una representación fonética de la pronunciación del nombre del sello: «ah shi ahn mehn».

## Biografía
Park comenzó lanzando discos en 1991, bajo la discográfica Dill Records, que sería renombrada posteriormente, en mayo de 1996, a la definitiva Asian Man Records.
Con Dill Records produjo y distribuyó los discos de Skankin' Pickle, la banda de la que Park formaba parte. Esta banda de ska punk originaria de San Francisco, grabó seis discos hasta su ruptura en 1996, año en que Park dejaba la banda que él y sus compañeros fundaron en 1989. Todos los discos, menos el último fueron autoproducidos por el sello de Park, Dill Records.
Asian Man Records es un sello independiente realmente modesto. Como el propio Park reconoce en su web, tan sólo tiene un empleado a tiempo completo, una línea de teléfono, un fax y recientemente ha ampliado el número de ordenadores a dos. Además, también admite que su madre le ayuda en varias ocasiones y la oficina en la que transcurre la vida de Asian Man Records es el garaje de sus padres.
Este fue el motivo por el que Park dejó su banda en 1996, para dedicarse a Asian Man Records. Park realmente quería fundar un sello pequeño, basado principalmente en la filosofía DIY (Do It Yourself, ‘hazlo tú mismo’). El propio Park, de nuevo en su web, se enorgullece de que «ser y disfrutar siendo una discográfica independiente pequeña, de hacerlo por el amor a la música y no a los beneficios económicos». Park solamente trabaja con bandas que se consideren antisexistas, antirracistas y antiprejuicial.
Asian Man Records vende sus discos directamente al consumidor, vía correo ordinario porque no se escandaliza de que «los precios que se pagan por los CD en las tiendas de discos».
Asian Man Records, como durante sus once años de vida, no tiene ningún plan inmediato ni de largo plazo de expansión del sello.

## Música y bandas
Asian Man Records trabaja, casi exclusivamente, con bandas punk rock y ska y variantes de estos dos géneros. Alcanzó su punto más álgido de fama internacional (hasta la fecha) en su etapa con Alkaline Trio. Con la banda de Matt Skiba trabajó en sus tres primeros discos (Goddamnit, Maybe I'll Catch Fire y Alkaline Trio), en dos de sus primeros EP´s (For Your Lungs Only y I Lied My Face Off).
Con Less Than Jake tuvo también cierto éxito en el primer trabajo de la banda, Pezcore, en 1995.
| - Alkaline Trio - Akiakane - Angelo Moore - Astropop 3 - Bagheera - Big D and the Kids Table - Blue Meanies - The Broadways - The Bruce Lee Band - The Chinkees - Chris Murray - Colossal - Coquettish - Dan Potthast - Duvall - Ee - Five Iron Frenzy - Good for Cows - Grant Olney - The Honor System - Johnny Socko - Just a Fire - Kevin Seconds - Keyboard - King Apparatus - Knowledge - Korea Girl - The Lawrence Arms - Less Than Jake - Let's Go Bowling - Link 80 - Little Jeans | - Matt Skiba - Mealticket - Mike Park - Monkey - MU330 - Nicotine - No Torso - The Peacocks - The Plus Ones - Pama International - Polysics - Potshot - Pushover - The Queers - The Riverdales - The Rudiments - Satori - Screeching Weasel - Shinobu - Short Round - Skankin' Pickle - Slapstick - Slow Gherkin - Softball - Squirtgun - Teen Idols - Ten in the Swear Jar - The Toasters - Toys That Kill - Tuesday - Unsteady - Yoko Utsumi |